# Campionato sudamericano maschile di pallavolo 2019
Il campionato sudamericano maschile di pallavolo 2019 si è svolto dal 10 al 14 settembre 2019 a Mostazal, Santiago del Cile e Temuco, in Cile: al torneo hanno partecipato otto squadre nazionali sudamericane e la vittoria finale è andata per la trentaduesima volta, la ventisettesima consecutiva, al Brasile.

## Impianti
|                                                                  |                                                                                                   |                                                                              |
|                                                                  |                                                                                                   |                                                                              |
| Sun Monticello Città: Mostazal Capienza: - Anno d'apertura: 2008 | Centro Nacional de Entrenamiento Olimpico Città: Santiago del Cile Capienza: - Anno d'apertura: - | Gimnasio Olímpico Regional UFRO Città: Temuco Capienza: - Anno d'apertura: - |

## Regolamento

### Formula
Le squadre hanno disputato una prima fase a gironi con formula del girone all'italiana; al termine della prima fase:
- Le prime due classificate di ogni girone hanno acceduto alla fase finale per il primo posto, strutturata in semifinali, finale per il terzo posto e finale.
- Le ultime due classificate di ogni girone hanno acceduto alla fase finale per il quinto posto, strutturata in semifinali, finale per il settimo posto e finale per il quinto posto.

### Criteri di classifica
Se il risultato finale è stato di 3-0 o 3-1 sono stati assegnati 3 punti alla squadra vincente e 0 a quella sconfitta, se il risultato finale è stato di 3-2 sono stati assegnati 2 punti alla squadra vincente e 1 a quella sconfitta.
L'ordine del posizionamento in classifica è stato definito in base a:
- Numero di partite vinte;
- Punti;
- Ratio dei set vinti/persi;
- Ratio dei punti realizzati/subiti;
- Risultati degli scontri diretti.

## Squadre partecipanti
| Squadra   | Qualificazione      | Ultima partecipazione |
| --------- | ------------------- | --------------------- |
| Argentina | -                   | Cile 2017             |
| Bolivia   | -                   | Argentina 1999        |
| Brasile   | -                   | Cile 2017             |
| Cile      | Paese organizzatore | Cile 2017             |
| Colombia  | -                   | Cile 2017             |
| Ecuador   | -                   | Argentina 1999        |
| Perù      | -                   | Cile 2017             |
| Venezuela | -                   | Cile 2017             |

## Torneo

### Fase a gironi
| Girone A  | Girone B  |
| --------- | --------- |
| Argentina | Bolivia   |
| Brasile   | Cile      |
| Colombia  | Perù      |
| Ecuador   | Venezuela |

#### Girone A

##### Risultati
| 10 settembre 2019 Gimnasio Olímpico Regional UFRO, Temuco Durata: ? - Spettatori: ? | Argentina | 3 - 0 | Colombia  | 25-15, 25-12, 25-15        |
| 10 settembre 2019 Gimnasio Olímpico Regional UFRO, Temuco Durata: ? - Spettatori: ? | Brasile   | 3 - 0 | Ecuador   | 25-10, 25-16, 25-14        |
| 11 settembre 2019 Gimnasio Olímpico Regional UFRO, Temuco Durata: ? - Spettatori: ? | Argentina | 3 - 0 | Ecuador   | 25-11, 25-14, 25-12        |
| 11 settembre 2019 Gimnasio Olímpico Regional UFRO, Temuco Durata: ? - Spettatori: ? | Brasile   | 3 - 0 | Colombia  | 25-15, 25-10, 25-17        |
| 12 settembre 2019 Gimnasio Olímpico Regional UFRO, Temuco Durata: ? - Spettatori: ? | Colombia  | 3 - 0 | Ecuador   | 25-20, 25-14, 25-17        |
| 12 settembre 2019 Gimnasio Olímpico Regional UFRO, Temuco Durata: ? - Spettatori: ? | Brasile   | 3 - 1 | Argentina | 25-23, 25-21, 18-25, 25-21 |

##### Classifica
| Pos | Squadra   | Pt | G | V | P | SV | SP | Ratio | PF  | PS  | Ratio |
| --- | --------- | -- | - | - | - | -- | -- | ----- | --- | --- | ----- |
| 1   | Brasile   | 9  | 3 | 3 | 0 | 9  | 1  | 9,000 | 243 | 172 | 1,412 |
| 2   | Argentina | 6  | 3 | 2 | 1 | 7  | 3  | 2,333 | 240 | 172 | 1,395 |
| 3   | Colombia  | 3  | 3 | 1 | 2 | 3  | 6  | 0,500 | 159 | 201 | 0,791 |
| 4   | Ecuador   | 0  | 3 | 0 | 3 | 0  | 9  | 0,000 | 128 | 225 | 0,568 |

#### Girone B

##### Risultati
| 10 settembre 2019 Centro Olimpico, Santiago del Cile Durata: ? - Spettatori: ? | Venezuela | 2 - 3 | Perù      | 25-22, 21-25, 21-25, 25-17, 14-16 |
| 10 settembre 2019 Centro Olimpico, Santiago del Cile Durata: ? - Spettatori: ? | Cile      | 3 - 0 | Bolivia   | 25-9, 25-17, 25-13                |
| 11 settembre 2019 Centro Olimpico, Santiago del Cile Durata: ? - Spettatori: ? | Venezuela | 3 - 0 | Bolivia   | 25-13, 25-17, 25-19               |
| 11 settembre 2019 Centro Olimpico, Santiago del Cile Durata: ? - Spettatori: ? | Cile      | 3 - 0 | Perù      | 25-14, 25-17, 25-13               |
| 12 settembre 2019 Centro Olimpico, Santiago del Cile Durata: ? - Spettatori: ? | Perù      | 3 - 0 | Bolivia   | 25-12, 26-24, 25-14               |
| 12 settembre 2019 Centro Olimpico, Santiago del Cile Durata: ? - Spettatori: ? | Cile      | 1 - 3 | Venezuela | 22-25, 20-25, 25-21, 24-26        |

##### Classifica
| Pos | Squadra   | Pt | G | V | P | SV | SP | Ratio | PF  | PS  | Ratio |
| --- | --------- | -- | - | - | - | -- | -- | ----- | --- | --- | ----- |
| 1   | Venezuela | 7  | 3 | 2 | 1 | 8  | 4  | 2,000 | 278 | 245 | 1,134 |
| 2   | Cile      | 6  | 3 | 2 | 1 | 7  | 3  | 2,333 | 241 | 180 | 1,338 |
| 3   | Perù      | 5  | 3 | 2 | 1 | 6  | 5  | 1,200 | 225 | 231 | 0,974 |
| 4   | Bolivia   | 0  | 3 | 1 | 0 | 0  | 9  | 0,000 | 138 | 226 | 0,610 |

### Fase finale

#### Finali 1º e 3º posto
|  | Semifinali | Semifinali | Semifinali |         |           | Finale 1º/2º posto | Finale 1º/2º posto | Finale 1º/2º posto |  |
|  |            |            |            |         |           |                    |                    |                    |  |
|  | Venezuela  | Venezuela  | 0          |         |           |                    |                    |                    |  |
|  | Venezuela  | Venezuela  | 0          |         |           |                    |                    |                    |  |
|  | Argentina  | Argentina  | 3          |         |           |                    |                    |                    |  |
|  | Argentina  | Argentina  | 3          |         | Argentina | Argentina          | 2                  |                    |  |
|  |            |            |            |         | Argentina | Argentina          | 2                  |                    |  |
|  |            |            | Brasile    | Brasile | 3         |                    |                    |                    |  |
|  | Brasile    | Brasile    | Brasile    | Brasile | 3         | 3                  |                    |                    |  |
|  | Brasile    | Brasile    |            |         |           | 3                  |                    |                    |  |
|  | Cile       | Cile       | 0          |         |           | Finale 3º/4º posto | Finale 3º/4º posto | Finale 3º/4º posto |  |
|  | Cile       | Cile       | 0          |         |           |                    |                    |                    |  |
|  |            |            |            |         |           |                    |                    |                    |  |
|  |            |            |            |         |           | Venezuela          | Venezuela          | 0                  |  |
|  |            |            |            |         |           | Venezuela          | Venezuela          | 0                  |  |
|  |            |            |            |         |           | Cile               | Cile               | 3                  |  |

##### Semifinali
| 13 settembre 2019 Centro Olimpico, Santiago del Cile Durata: ? - Spettatori: ? | Venezuela | 0 - 3 | Argentina | 13-25, 16-25, 13-25 |
| 13 settembre 2019 Centro Olimpico, Santiago del Cile Durata: ? - Spettatori: ? | Brasile   | 3 - 0 | Cile      | 25-16, 25-17, 25-21 |

##### Finale 3º posto
| 14 settembre 2019 Sun Monticello, Mostazal Durata: ? - Spettatori: ? | Venezuela | 0 - 3 | Cile | 21-25, 18-25, 13-25 |

##### Finale
| 14 settembre 2019 Sun Monticello, Mostazal Durata: ? - Spettatori: ? | Argentina | 2 - 3 | Brasile | 26-24, 25-22, 29-31, 20-25, 13-15 |

#### Finali 5º e 7º posto
|  | Semifinali | Semifinali | Semifinali |          |      | Finale 5º/6º posto | Finale 5º/6º posto | Finale 5º/6º posto |  |
|  |            |            |            |          |      |                    |                    |                    |  |
|  | Perù       | Perù       | 3          |          |      |                    |                    |                    |  |
|  | Perù       | Perù       | 3          |          |      |                    |                    |                    |  |
|  | Ecuador    | Ecuador    | 0          |          |      |                    |                    |                    |  |
|  | Ecuador    | Ecuador    | 0          |          | Perù | Perù               | 3                  |                    |  |
|  |            |            |            |          | Perù | Perù               | 3                  |                    |  |
|  |            |            | Colombia   | Colombia | 2    |                    |                    |                    |  |
|  | Colombia   | Colombia   | Colombia   | Colombia | 2    | 3                  |                    |                    |  |
|  | Colombia   | Colombia   |            |          |      | 3                  |                    |                    |  |
|  | Bolivia    | Bolivia    | 0          |          |      | Finale 7º/8º posto | Finale 7º/8º posto | Finale 7º/8º posto |  |
|  | Bolivia    | Bolivia    | 0          |          |      |                    |                    |                    |  |
|  |            |            |            |          |      |                    |                    |                    |  |
|  |            |            |            |          |      | Ecuador            | Ecuador            | 3                  |  |
|  |            |            |            |          |      | Ecuador            | Ecuador            | 3                  |  |
|  |            |            |            |          |      | Bolivia            | Bolivia            | 1                  |  |

##### Semifinali
| 13 settembre 2019 Gimnasio Olímpico Regional UFRO, Temuco Durata: ? - Spettatori: ? | Perù     | 3 - 0 | Ecuador | 25-22, 25-22, 25-15 |
| 13 settembre 2019 Gimnasio Olímpico Regional UFRO, Temuco Durata: ? - Spettatori: ? | Colombia | 3 - 0 | Bolivia | 25-19, 25-19, 25-18 |

##### Finale 7º posto
| 14 settembre 2019 Gimnasio Olímpico Regional UFRO, Temuco Durata: ? - Spettatori: ? | Ecuador | 3 - 1 | Bolivia | 22-25, 25-15, 25-23, 25-21 |

##### Finale 5º posto
| 14 settembre 2019 Gimnasio Olímpico Regional UFRO, Temuco Durata: ? - Spettatori: ? | Perù | 3 - 2 | Colombia | 25-23, 13-25, 20-25, 26-24, 15-10 |

## Podio

### Campione
Formazione: Douglas de Souza, Isac Santos, Cledenílson Batista, Eduardo Sobrinho, Fernando Kreling, Yoandy Leal, Matheus Santos, Hugo Hamacher, Thales Hoss, Felipe Roque, Alan de Souza, Maique Nascimento, Flávio Gualberto, Victor Cardoso, CT: Renan Dal Zotto

## Classifica finale
| Pos | Squadra   | Qualificazione                                              |
| --- | --------- | ----------------------------------------------------------- |
|     | Brasile   |                                                             |
|     | Argentina |                                                             |
|     | Cile      | Qualificazioni sudamericane ai Giochi della XXXII Olimpiade |
| 4   | Venezuela | Qualificazioni sudamericane ai Giochi della XXXII Olimpiade |
| 5   | Perù      | Qualificazioni sudamericane ai Giochi della XXXII Olimpiade |
| 6   | Colombia  | Qualificazioni sudamericane ai Giochi della XXXII Olimpiade |
| 7   | Ecuador   |                                                             |
| 8   | Bolivia   |                                                             |

## Premi individuali
| Premio                | Nome             | Squadra   |
| --------------------- | ---------------- | --------- |
| MVP                   | Alan de Souza    | Brasile   |
| Miglior palleggiatore | Matías Sánchez   | Argentina |
| Miglior opposto       | Bruno Lima       | Argentina |
| Miglior schiacciatore | Yoandy Leal      | Brasile   |
| Miglior schiacciatore | Dušan Bonačić    | Cile      |
| Miglior centrale      | Flávio Gualberto | Brasile   |
| Miglior centrale      | Gabriel Araya    | Cile      |
| Miglior libero        | Santiago Danani  | Argentina |